# 阮福綿寘
阮福綿寘（越南语：／；1836年9月20日—1888年12月18日），越南阮朝明命帝第七十三子，生母麗嬪阮氏翠竹。

## 生平
明命十七年八月初十日（1836年9月20日），阮福綿寘在順化皇城出生。年少好學，讀通經史，領會大義。嗣德五年（1852年）二月，受封為永祿郡公（越南语：／）。同慶三年十一月十六日（1888年12月18日），阮福綿寘去世，壽五十三歲，賜諡恭亮。葬於承天府香水縣安舊總安舊社，在香茶縣富春總安館社建祠祭祀。

## 子女
阮福綿寘有13子18女。後裔按御賜立字部起名。
- 二子阮福洪競，襲封畿外侯。